# 村井貞固
村井 貞固（むらい さだかた、明治18年（1885年）6月15日 - 昭和37年（1962年）12月1日）は、日本の植物学者。現在の山形県鶴岡市出身。

## 人物
温海町（現・鶴岡市）が、マルバシャリンバイの北限である事と、飛島がムベの北限である事を証明した。

## 略歴
- 1885年6月15日、山形県西田川郡（現在の鶴岡市）に村井貞慶の長男として生れる。
- 荘内中学校（現・山形県立鶴岡南高等学校）卒業。
- 東京帝国大学農科大学農学実科を卒業。
- 1910年、酒井調良が農学博士の原煕より「平種無し柿」の名を頂いた時に立ち会う。
- 京都府立農林学校（現・京都府立大学農学部）教諭
- 徳島県立農業学校（現・徳島県立城西高等学校）教諭
- 1929年、徳島県立板西農蚕学校（現・徳島県立板野高等学校）校長に就任。
- 1930年、徳島県立板西高等実業女学校（現・徳島県立板野高等学校）校長に就任。
- 1931年、同職を退職し鶴岡に戻る。
- 1939年、鶴岡高等女学校（現・山形県立鶴岡北高等学校）に嘱託教授として勤務する。
- 1956年、同職を退職する。
- 1962年12月1日、死去する。享年77

## 著作物

### 著書
- 1935年（昭和10年） - 『山形県庄内地方の植物方言』 文字と言語
- 1935年（昭和10年） - 『山形県庄内地方の動物方言』 文字と言語
- 1940年（昭和15年） - 『庄内に於ける樹木の方言と其由来の考察』 荘内博物学会研究録第四輯別刷
- 1940年（昭和15年） - 『植物方言の由来とその分布』 荘内博物学会研究録第四輯別刷
- 1973年（昭和48年） - 『飛嶋の生物相』 荘内博物学会研究録第二輯別刷

### 論文
- 『温海岳植物』
- 『荘内の海岸植物』

## 家族・親族
- 父親 村井貞慶 - 庄内藩士、第3代加茂町町長
- 妻 村井栄
- 長弟 村井貞亨 - 海軍機関大佐
- 次弟 村井貞敏 - 海軍大佐
- 三弟 村井貞寛 - 医学博士
- 二男 村井貞允 - 古生物学者、理学博士
- 三男 村井貞彰 - 農学者、農学博士
- 四男 村井貞克 - 植物研究家
- 孫 村井貞規 - 工学者、工学博士

## 参考資料
- 『庄内人名辞典』[要文献特定詳細情報]
- 『庄内文化芸術名鑑』 長南寿一（著） 1982年